# Wischstock

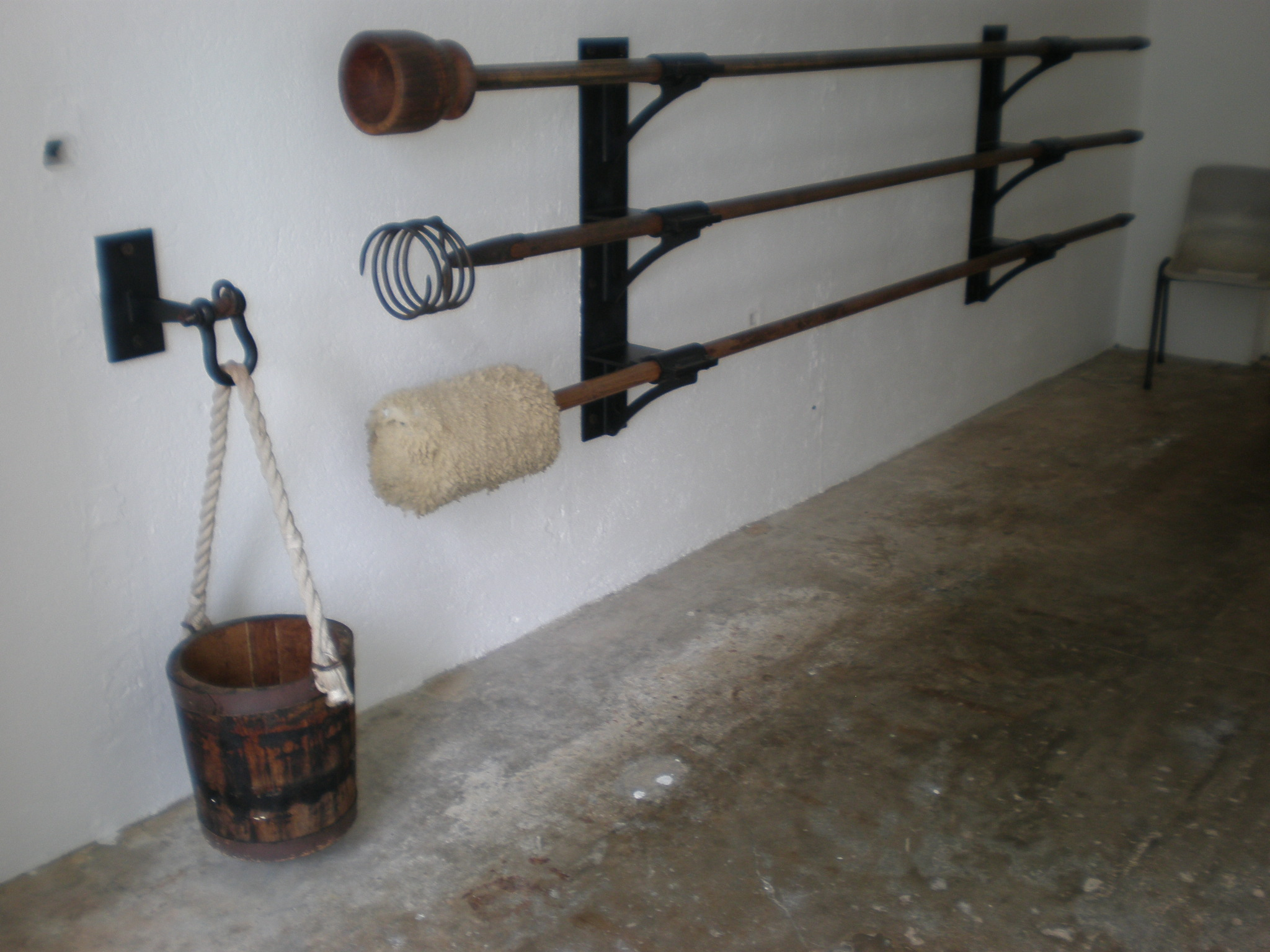
Historische Putzstöcke für Kanonen, unten ein Wischstock

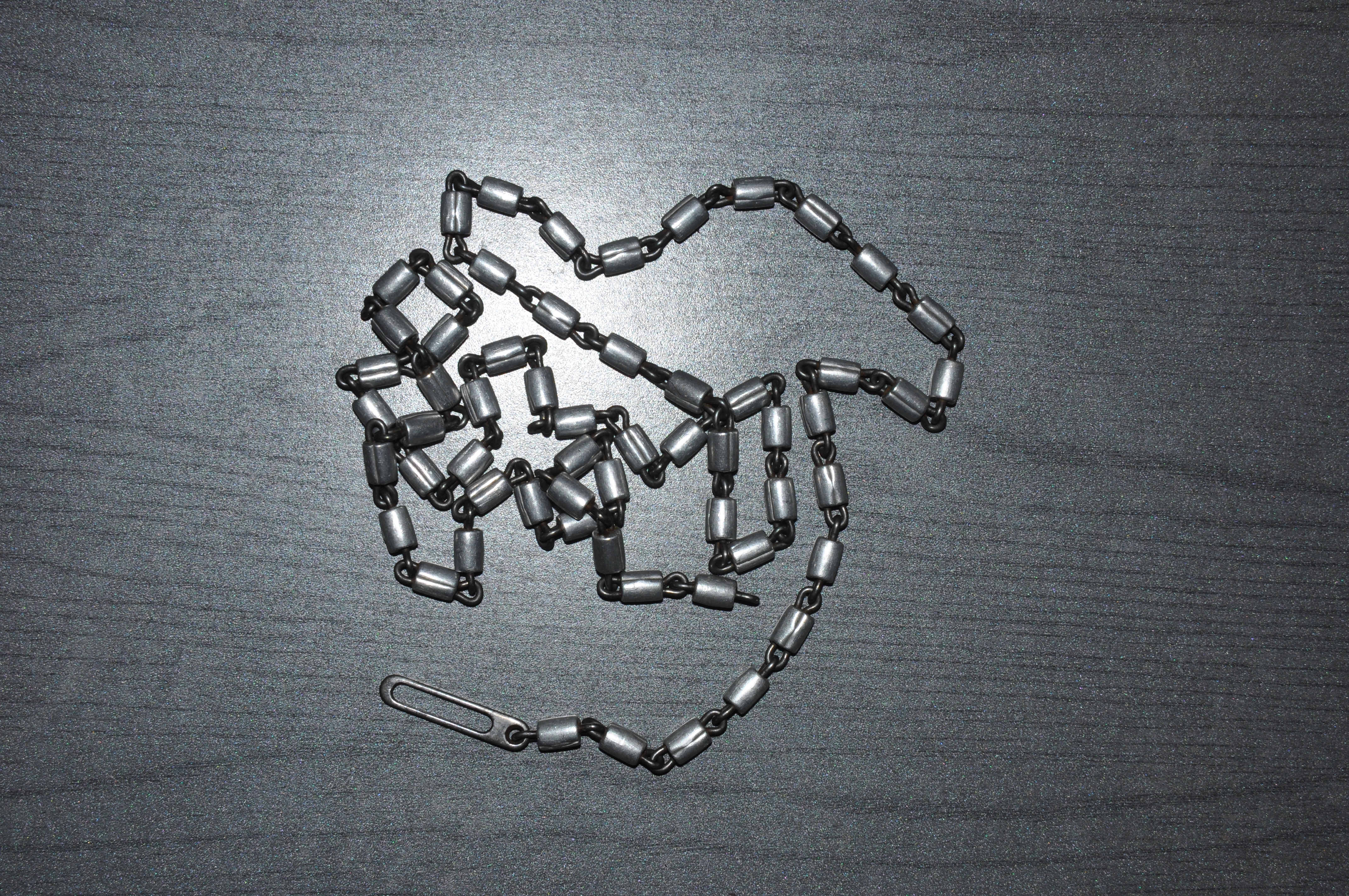
Moderne Putzkette

Ein Wischstock, auch Putzstock genannt, ist ein Reinigungsgerät für Schusswaffen.
Ursprünglich war der Wischstock ein Holzstock, an dessen vorderem Ende weiches Tuch befestigt war und mit dem eine Vorderladerkanone nach dem Abfeuern gereinigt wurde. Durch Hin- und Herschieben mit dem tropfnassen Tuch am Ende des Wischstockes löschte und entfernte man glühende Reste von Ladungssäcken und Pulver, um das Risiko vorzeitigen Zündens beim Nachladen zu vermeiden. Das dazu benutzte Wasser wurde in einem an der Geschützachse aufgehängten Kessel mitgeführt. Mit Einführung der rauchschwachen Pulver und der Hinterlader wurde das Putzen nach jedem Schuss unüblich. 

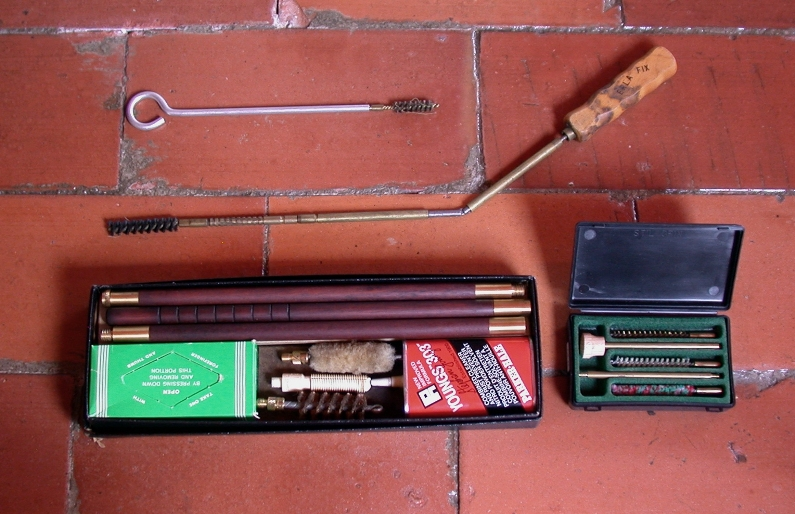
Putzstöcke für Hand und Faustfeuerwaffen

Die Putzstöcke waren bei frühen Militär- und Jagdwaffen sowie Vorderladerpistolen meist unter dem Lauf angebracht. 
Für Gewehre wurden um 1893 beim deutschen Militär stählerne Putzstöcke eingeführt, die später mehrteilig waren. Im 20. Jahrhundert wurden sie durch platzsparende aluminiumummantelte Putzketten ersetzt, die es gestatten, Bürsten und Werg durch den Waffenlauf zu ziehen. Heute bezeichnet man auch Reinigungsgeräte für Faustfeuerwaffen gelegentlich als Wischstock.